# قاعدة الطرف الأميني

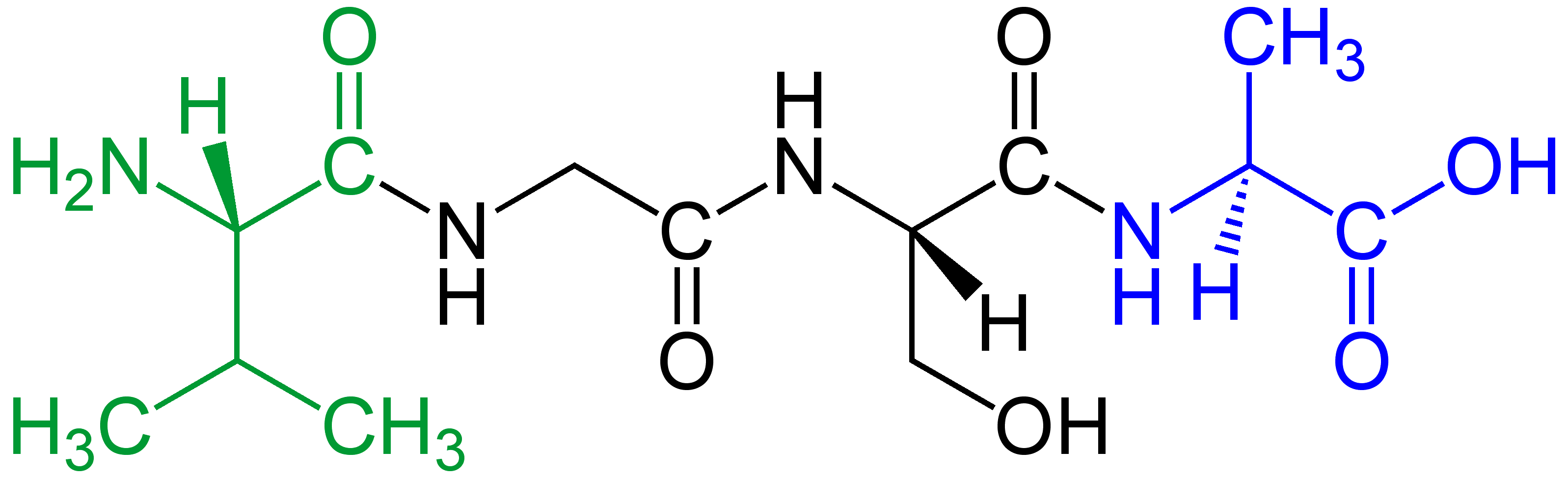
تتراببتيد(مثال: Val-غليسين-Ser-ألانين) وقد لوّن الطرف N أخضر (L-فالين)؛ ولوّن الطرف C أزرق
(L-ألانين).

قاعدة الطرف الأميني أو قاعدة الطرف  (بالإنجليزية:  N-End Rule )‏ تصف تأثير الطرف الأميني لبروتين على سرعة تحلله Proteolyse .

## الخاصية
يؤثر الطرف N الموجود في حمض أميني علي تحلله وتحلل البروتين. بتكوين البروتين تنشأ بروتينات جميع حقيقيات النوى أو البكتيريا القديمة Archaeen من ميثيونين كحمض أميني ابتدائي وبالتالي من فورميلميثيونين في البكتيريا. البروتينات الأخرى التي لها طرف أميني مختلف عن الميثيونين يمكنها التكون إما عن طريق التحلل البروتيني أو عن طريق نزع الميثيونين بواسطة محلل حمض أميني على أن يكون الحمض الأميني التالي: فالين، أو جليسين، أو برولين أو ألانين أو سيرين أو ثريونين أو سيستئين. من بين تلك السبعة أحماض أمينية نجد السيستئين هو الذي يسبب تحللا سريعا للبروتين.

## اكتشاف القاعدة
اكتشفت قاعدة الطرف الأميني من العالم «ألكسندر فارشافيكي» وفريق الباحثين العاملين معه في عام 1986.
والقاعدة تقول: أن الطرف اليميني لحمض أميني في بروتين يحدد عمر النصف (أي المعدل الزمني لتحلل نصف كمية بروتين معين). وتنطبق القاعدة على بروتينات البكتيريا القديمة وحقيقيات النوى، ولكن بسرعات مختلفة. ومع ذلك فهي تحدد بطريقة تقريبية نصف عمر البروتين، حيث أن الطرف N في أنواع مختلفة من الأحماض الأمينية تتسبب في تغييرات وحالات شاذة أحيانا، بينما قد يتغير تأثير حمض أميني من كائن حي إلى آخر.

## عمر النصف لأحماض أمينية ذات طرف أميني
يعتمد عمر النصف على نوع الحمض الأميني وعلى الطرف N فيه. القائمة التالية تعطي بعض تلك أنصاف الأعمار لبروتينات تنتجها بكتيريا إشريكية قولونية وفطريات الخميرة.

مثال للنوع 1-Degron وله
معلم بالأخضر α-حمض أميني L-Lysin و معلمة بالأزرق بقية سلسلة البروتين حتى الطرف C.

مثال للنوع 2-Degron وله
معلم أخضر α-حمض أميني ذو طرف أميني L-Phenylalanin ومعلمة بالأزرق بقية سلسلة البروتين (يمين).

| الفصيلة                         | الفصيلة                         | الفصيلة                         | أحماض أمينية | عمر النصف |
| إشريكية قولونية إشريكية قولونية | إشريكية قولونية إشريكية قولونية | إشريكية قولونية إشريكية قولونية | - Arg, Lys, Phe, Leu, Trp, Tyr - والآخرون:                                                                         | - 2 min - > 10 h |
| فطريات الخميرة (فطريات الخميرة) | فطريات الخميرة (فطريات الخميرة) | فطريات الخميرة (فطريات الخميرة) | - Met, Gly, Ala, Ser, Thr, Val, Cys - Pro - Ile, Glu - Tyr, Gln - Leu, Phe, Trp, Asp, Asn, Lys, His - Arg          | - > 30 h - 5 h - 30 min - 10 min - 3 min - 2 min                                                                     |
| الثدييات                        | الثدييات                        | الثدييات                        | - Val - Met, Gly - Pro, Ile - Thr - Leu - Ala - His - Trp, Tyr - Ser - Asn - Lys - Cys - Asp, Phe - Glu, Arg - Gln | - 100 h - 30 h - 20 h - 7,2 h - 5,5 h - 4,4 h - 3,5 h - 2,8 h - 1,9 h - 1,4 h - 1,3 h - 1,2 h - 1,1 h - 1 h - 48 min |

## اقرأ أيضا
- طرف أميني
- طرف كربوكسيلي
- بروتين اندماجي
- بروتين
- حمض نووي ريبوزي
- فالين
- حمض أميني